# Son of Fury: The Story of Benjamin Blake
Son of Fury: The Story of Benjamin Blake, destijds in Nederland bekend onder de titel De ridder der wraak, is een film uit 1942 onder regie van John Cromwell. De film is gebaseerd op het verhaal Benjamin Blake van Edison Marshall.

## Verhaal
Het verhaal speelt af aan het begin van de negentiende eeuw. Benjamin Blake is de onwettige zoon van een rijke Britse aristocraat. Na het overlijden van zijn ouders, nam zijn grootvader Amos Kidder voogdij over hem. Sir Arthur Blake, zijn oom, vreest dat Benjamin ooit het erfgoed zal eisen en neemt de zorg over hem, om hem vervolgens hard te laten werken als staljongen. Er gaan tien jaren voorbij. Ben heeft stiekem een verhouding met Arthurs verwende dochter Isabel en wordt flink toegetakeld als hij wordt betrapt door Arthur. Hij twijfelt geen seconde en probeert zijn oom te vermoorden.
Het blijkt een mislukte poging en hij slaat op de vlucht. Arthur geeft hem intussen op als voortvluchtige en belooft 50 pond aan de man die hem aan hem levert. Arthur gaat, met hulp van een vrouw die ook Isabel heet, met de eerstvolgende boot mee naar de Stille Zuidzee. Ook op de boot wordt hij slecht behandeld door de anderen en een van de mannen laat hem een verkeerde koers op gaan. Ben confronteert hem daar later op, waarna de man, Caleb Green, hem vertelt dat er parels te vinden zijn op een nabij gelegen eiland. Ze besluiten samen het schip te verlaten en gaan op zoek naar het eiland.
Eenmaal aangekomen worden ze al snel opgenomen door het inheemse volk. Terwijl ze de ene na de andere parel vinden, wordt Ben verliefd op een beeldschone inheemse, die hij Eve noemt. Hij krijgt een relatie met haar en leert haar de Engelse taal. Hij zweert echter nog steeds wraak op zijn oom en weet dat zijn grootvader zijn dagen in een cel slijt. Eve moedigt hem aan om met een Nederlandse schip terug naar Londen te gaan. Daar betaalt hij advocaat Bartholomew Pratt om zijn geboorterecht te bewijzen. Omdat er geen bewijs is dat hij de zoon van Godfrey Blake is, ziet Bartholomew het als een te moeilijke opdracht.
Na een bezoek aan zijn grootvader in de gevangenis, wordt Ben gearresteerd en terechtgesteld voor moord. Vlak voor hem de doodstraf wordt opgelegd komt Bartholomew met het bewijs van Ben, waarna hij wordt vrijgesproken. Hij gaat terug naar het kasteel om zijn oom te confronteren en komt er daar achter dat Isabel hem heeft verraden. Hij gaat de strijd met zijn oom aan en wint. Vervolgens keert hij terug naar het eiland in Polynesië om herenigd te worden met Eve.

## Rolverdeling
| Acteur          | Personage            |
| --------------- | -------------------- |
| Tyrone Power    | Benjamin 'Ben' Blake |
| Gene Tierney    | Eve                  |
| George Sanders  | Sir Arthur Blake     |
| Frances Farmer  | Isabel Blake         |
| Elsa Lanchester | Bristol Isabel       |
| Kay Johnson     | Helena Blake         |
| John Carradine  | Caleb Green          |
| Harry Davenport | Amos Kidder          |
| Dudley Digges   | Bartholomew Pratt    |
| Roddy McDowall  | Jonge Benjamin Blake |

## Achtergrond
Aanvankelijk zou Ida Lupino de rol van Isabel spelen. Ze trok zich terug toen haar een rol werd aangeboden in Moontide (1942) en werd nadien vervangen door Maureen O'Hara. Zij werd echter ziek en moest ook vervangen worden. Pas na vele vertragingen werd Frances Farmer geleend van de studio Paramount Pictures om de plek te vullen. De film werd in 1953 opnieuw gemaakt onder de titel Treasure of the Golden Condor.